# Župkov (okres Žarnovica)
Župkov je obec na Slovensku v okrese Žarnovica. Leží v Kľakovské dolině na úpatí hory Vtáčnik.

## Znak
Na nezdobeném zeleném zlatým pruhem z levého rohou diagonálně rozděleném štítu je nad pruhem vyobrazena zlatá sekera ostřím k ose štítu, dole pod pruhem ostřím dolů otočený zlatý pluh. Vyobrazené nástroje odrážejí historii tradiční obživy obyvatelstva obce, které se věnovalo těžbě dřeva a hornictví.

## Historie
První písemná zmínka o osadě se datuje rokem 1674. Osada patřila Revišovickému panství, se kterým sdílela další osudy. O obci se dá hovořit v roce 1808.
V letech 1944-1945 obyvatelé podporovali partyzány. Protipartyzánský oddíl Edelweiss 24. ledna 1945 obec vypálil.

### Vývoj názvu
- První doložený název je Zubkowa maďarsky (Zsupkó).
- v letech 1877 – 1882 se užíval název Zsupkóv,
- v letech 1892 – 1913 Erdösurány
- 1920 Žubkov
- od roku 1927 Župkov[7]

## Pamětihodnosti
- Historický a hospodářsky dvůr a muzeum
- Boží muka Melišovci a Boží muka Frtálov vrch
- Vojenský hřbitov tureckých vojáků z roku 1664
- Kaplička

## Římskokatolická farnost
V obci je dominantní římskokatolické vyznání, ke kterému se hlásí více než 90% obyvatelstva. Pro uspokojení náboženských potřeb obyvatelstva byl koncem 20. století vystavěn chrám Nanebevzetí Panny Marie. Župkov je součástí farnosti svatého Martina Horné Hámre.